# Дървош
Дървош (на македонска литературна норма: Дрвош) е село в община Босилово на Северна Македония.

## География
Селото е разположено в южните поли на Огражден, североизточно от Струмица.

## Етимология
Името е от дърво и наставка -ош. Имената с такъв произход са чести в българската топонимия, например Липош, Мокрош, Стърмош.

## История
През XIX век селото е чисто българско. В „Етнография на вилаетите Адрианопол, Монастир и Салоника“, издадена в Константинопол в 1878 година и отразяваща статистиката на населението от 1873 година, Дървор (Darvor) е посочено като село със 130 домакинства, като жителите му са 285 българи и 108 мюсюлмани. Според статистиката на Васил Кънчов („Македония. Етнография и статистика“) от 1900 година Дървошъ е населявано от 240 жители, всички българи християни.
В началото на XX век цялото село е под върховенството на Българската екзархия. По данни на секретаря на екзархията Димитър Мишев („La Macédoine et sa Population Chrétienne“) през 1905 година в селото има 280 българи екзархисти.
При избухването на Балканската война в 1912 година 1 човек от селото е доброволец в Македоно-одринското опълчение.
Според преброяването от 2002 година селото има 699 жители, всички македонци.

## Личности
Родени в Дървош
- Васил Наков, български революционер, ръководител на местния революционен комитет на ВМОРО[7]
- Димитър Бонев, македоно-одрински опълченец, 2-ра рота на Лозенградската партизанска дружина (виж Михаил Герджиков и Стоян Петров)[8]

Починали в Дървош
- Банко Юрданов Боров, български военен деец, подпоручик, загинал през Втората световна война[9]
- Иван Георгиев Симеонов, български военен деец, подпоручик, загинал през Втората световна война[10]